# Surjo R. Soekadar

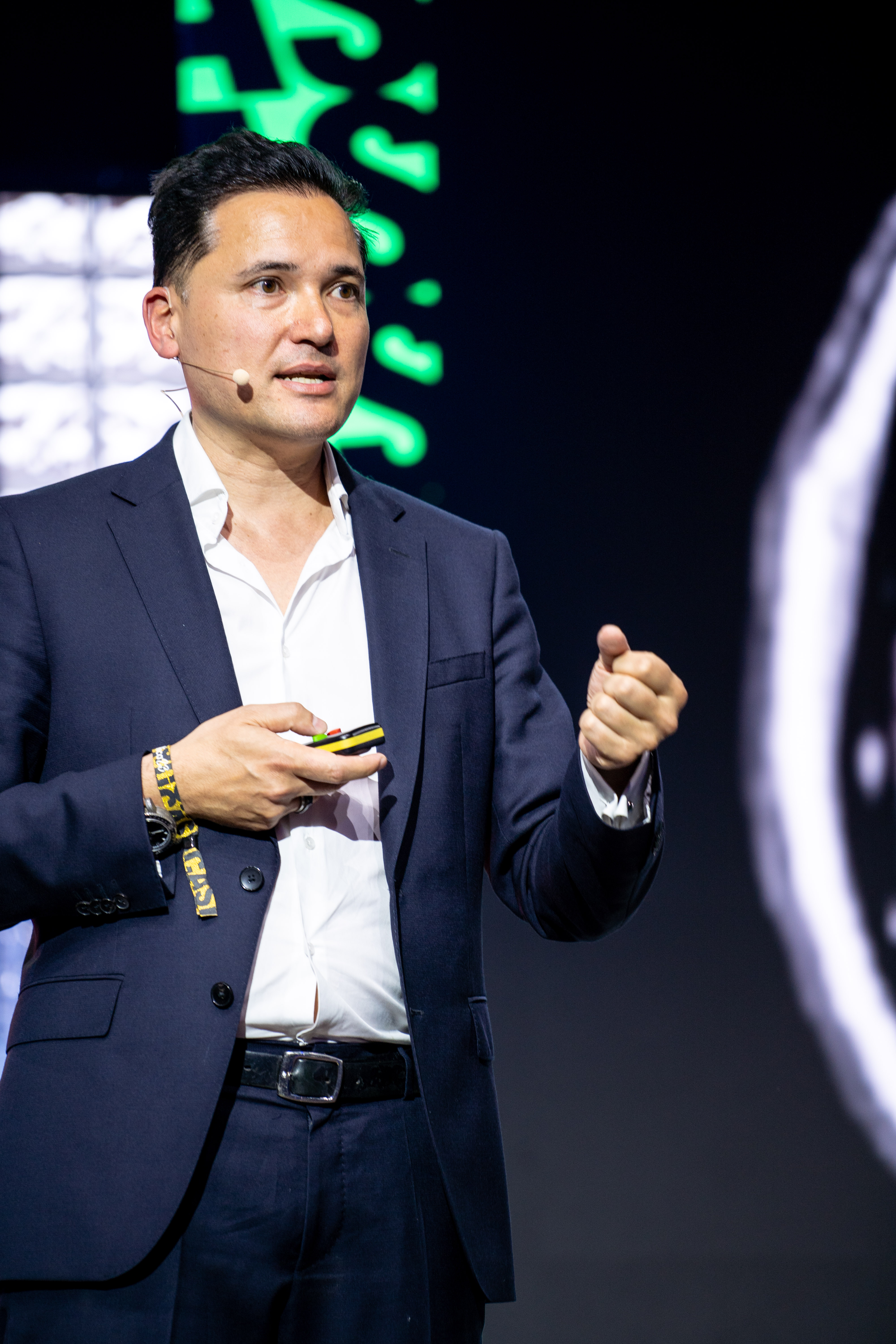
Surjo R. Soekadar (2023)

Surjo Raphael Soekadar (* 4. Juli 1977 in Wiesbaden) ist ein deutscher Mediziner und Hochschullehrer.

## Leben
Soekadar studierte Medizin in Mainz, Heidelberg sowie Baltimore und promovierte bei Herta Flor, ZI Mannheim, zu neuronaler Plastizität und Phantomschmerzen. Von 2005 bis 2018 arbeitete er als Arzt an der Universität Tübingen und leitete dort ab 2011 die Arbeitsgruppe Angewandte Neurotechnologie. 2018 wurde er zum deutschlandweit ersten Professor für Klinische Neurotechnologie an die Charité – Universitätsmedizin Berlin berufen. Die Professur wird von der Einstein-Stiftung Berlin unterstützt.
Wissenschaftlich untersucht er die Anpassung des Gehirns an sich ändernde Umweltbedingungen (Neuronale Plastizität). Hierbei beschäftigt er sich unter anderem mit sog. Gehirn-Computer-Schnittstellen (engl. brain-computer interface, BCI) und deren klinischem Einsatz in der Behandlung neurologischer und psychiatrischer Erkrankungen. Im Rahmen eines Research Fellowships am National Institute of Neurological Disorders and Stroke (NINDS) ist es ihm und seinen Kollegen 2011 erstmals gelungen, neuromagnetische Hirnaktivität im Millisekundenbereich messbar zu machen, während das Gehirn eines menschlichen Probanden von elektrischen Strömen durchflossen wurde. Es wird angenommen, dass diese neue Methode wesentlich dazu beitragen wird, den klinischen Erfolg elektrischer Hirnstimulation besser zu verstehen und zahlreiche neurowissenschaftliche Grundfragen aufzuklären. Hierfür wurde er u. a. mit dem BIOMAG und dem NARSAD Young Investigator Award ausgezeichnet.
Soekadar engagiert sich seit Jahren im Bereich der Entwicklungszusammenarbeit, insbesondere für den Aufbau von Jugend-Gesundheitszentren in Afrika, Südamerika und Asien. Seit 2001 ist er Mitgründer und -stifter der Global Contract Foundation, Hamburg, seit 2004 Vorstandsmitglied der Organisation „Lebenschancen International“ und der Stiftung Weltvertrag. 2004 wurde er zum jüngsten Kreativ-Mitglied des Club of Budapest ernannt, nachdem er im Jahr zuvor ein erstes Konzept der Global Marshall Plan Initiative entworfen sowie maßgeblich an der Stuttgarter Erklärung vom Oktober 2003 mitgewirkt hatte.

## Auszeichnungen
2012 erhielt er zusammen mit Niels Birbaumer den Internationalen Annual BCI Research Award.